# Кенель, Александр Александрович
Александр Александрович Кенель (11 ноября (30 октября) 1898, Санкт-Петербург — 6 июля 1970, Абакан) — композитор, пианист, музыковед, учёный-фольклорист, педагог. Член Союза композиторов СССР (1947). Заслуженный  деятель искусств РСФСР (1960). Основоположник хакасской профессиональной музыки.

## Биография
Родился в семье, ведущей происхождение от прадеда — учителя французского языка, осевшего в России после нашествия Наполеона. Дед — академик архитектуры Василий Александрович Кенель, отец — инженер-архитектор городской управы. Тётя — Ольга Васильевна Кенель — была замужем за редактором и издателем Борисом Осиповичем Харитоном. В семье был единственным сыном, хорошо знал немецкий, французский, английский языки, менее свободно — итальянский и шведский.
В 1919 году окончил юридический факультет Петроградского университета и поступил на третий курс Политехнического института.
Служил делопроизводителем, корректором и помощником секретаря марксистско-политического журнала облкомхоза «Новый путь». Затем был призван в Красную Армию, принимал участие в отражении похода генерала Юденича на Петроград.
По возвращении стал учиться одновременно в Институте сценических искусств и в Ленинградской консерватории на теоретико-композиторском факультете (занимался по классу композиции у М. О. Штейнберга, М. М. Чернова, А. М. Житомирского). Учившийся вместе с ним Д. Д. Шостакович в 1922 году подарил А. А. Кенелю рукопись созданного им фантастического танца № 2 для фортепиано с надписью: «Дорогому другу, талантливому композитору, на добрую память от Д. Шостаковича».
Работал музыкальным руководителем в коллективах «живых» газет «Синяя блуза», театра «Сатирикон», Балтфлота, композитором в Новом театре, Интернациональном театре. В 1926 году написал Торжественную увертюру для симфонического оркестра.
14 июня 1927 года А. А. Кенель был арестован в Ленинграде в числе членов «Ордена рыцарей Чаши Святого Грааля». 8 июля 1927 года постановлением Коллегии ОГПУ за участие в «нелегальной и антисоветской» организации был осуждён по статье 58-5 УК РСФСР на три года концлагерей. Отбывал срок в Соловецком лагере особого назначения. По воспоминаниям Д. С. Лихачёва о пребывании в Соловках, там исполнялись части написанной А. А. Кенелем оперы «Кобзарь». Написал музыку к «Соловецкому гимну»
После освобождения в 1930 году работал в Воронежском театре рабочей молодёжи. В 1932—1936 годах — пианист-концертмейстер управления театрально-зрелищными предприятиями Ташкента и Свердловска, затем заведующий музыкальной частью драматических театров в Новосибирске, Красноярске.

Памятник А. Кенелю у детской музыкальной школы г. Абакана

В феврале 1942 года приглашён работать в Абакане заведующим музыкальной частью театра русской драмы им. М. Ю. Лермонтова. Создаёт музыку к комедии «Одураченный Хорхло» и другим театральным постановкам. В 1944—49 годах — старший научный сотрудник Хакасского научно-исследовательского института языка, литературы и истории, редактор областного радиокомитета, занимается записью и обработкой хакасских народных мелодий. В 1948—1963 годах вёл класс фортепиано и музыкальной литературы в Абаканской музыкальной школе.
На основе либретто, написанного совместно с писателем А. И. Чмыхало, создал первую хакасскую оперу «Чанар Хус и Ах Чибек» (первые два акта поставлены в 1966, полностью в 1980 году; партию Чанар-Хуса исполнил В. Г. Чаптыков). Автор музыкальной части оперетты «Красноярское море», многих музыкальных сочинений на мотивы хакасского фольклора. В 1960-е годы пишет музыку для Хакасского народного ансамбля песни и танца « Жарки». Песни на стихи хакасских поэтов изданы в различных репертуарных сборниках в Абакане и Красноярске. Некоторые из них выпущены в грамзаписи Всесоюзной фирмой грампластинок «Мелодия».
Опубликовал сборники записей народных песен («Новая Шория» — Новосибирск, 1937; «Сборник хакасских песен» — Абакан, 1950; «Хакасия поёт» — Абакан, 1955), музыковедческие работы «Семён Кадышев» (Абакан, 1951; М., 1962), «Практический учебник игры на чатхане», «Заметки по истории хакасской музыки» и другие.
Награждён медалями «За доблестный труд в Великой Отечественной войне» (1946), «За освоение целинных земель» (1957).
Имя А. А. Кенеля носит детская музыкальная школа № 1 в Абакане. Один раз в два года в Республике Хакасия проходит музыкальный конкурс имени А. А. Кенеля.